# Mau (Uttar Pradesh)
Mau (Hindi: मऊ, Urdu: مئو; Maū [mʌu]; auch Maunath Bhanjan) ist eine Stadt im nordindischen Bundesstaat Uttar Pradesh mit rund 280.000 Einwohnern (Volkszählung 2011).
Die Stadt liegt am Ufer des Flusses Tamsa (Tons) im Osten Uttar Pradeshs rund 90 Kilometer nordöstlich von Varanasi. Die Stadt ist Verwaltungssitz des Distrikts Mau. Die Mehrheit der Stadtbevölkerung ist muslimischen Glaubens.
Durch Mau führt die nationale Fernstraße NH 29 von Ghazipur über Gorakhpur an die nepalesische Grenze. Ferner trifft sich am Bahnhof von Mau die Eisenbahnstrecke von Varanasi nach Gorakhpur mit der von Shahganj und Azamgarh kommenden Strecke.